# Locke & Key (serial telewizyjny)
Locke & Key – amerykański serial grozy Netfliksa, na podstawie z serii komiksów o tym samym tytule, autorstwa Joe Hilla i Gabriela Rodrigueza.

## Fabuła
Źródła:

Gdy Rendell Locke zostaje zamordowany, jego żona, Nina, i troje dzieci - Tyler, Kinsey i Bode - przenoszą się do starej rezydencji ich rodziny. Znajdują tam magiczne klucze, z których każdy ma inną moc. Przedmiotów tych szuka jednak demoniczna istota zwana Dodge.

## Obsada
Źródła:
- Darby Stanchfield - Nina Locke
- Connor Jessup - Tyler Locke
- Emilia Jones - Kinsey Locke
- Jackson Robert Scott - Bode Locke
- Petrice Jones - Scot Cavendish
- Laysla De Oliveira - Echo / Dodge
- Griffin Gluck - Gabe
- Aaron Ashmore - Duncan Locke
- Hallea Jones - Eden Hawkins
- Brendan Hines - Josh Bennett

## Produkcja
Początkowe próby ekranizacji komiksu Locke & Key nie wyszły poza stadium odcinka pilotażowego. Pierwszy pilot powstał w 2011 roku dla telewizji Fox. W 2017, Hulu zamówiło kolejny, lecz zrezygnowało z adaptacji, a projekt przejął Netflix. 
Netflix zamówił pierwszą serię Locke & Key w lipcu 2018. Zdjęcia kręcono w Kanadzie od lutego 2019.
Zamówienie drugiej serii ogłoszono w marcu 2020, a trzeciej w grudniu tego samego roku.

## Premiera
Pierwsza seria została udostępniona przez Netflix 27 lutego 2020, a druga pojawiła się 22 października 2021. Ostatni, trzeci sezon serialu został udostępniony 10 sierpnia 2022.

## Odcinki

### Sezon 1 (2020)
| Nr | Tytuł                   | Tytuł polski               | Reżyseria            | Scenariusz                      | Premiera (Netflix) |
| -- | ----------------------- | -------------------------- | -------------------- | ------------------------------- | ------------------ |
| 1  | Welcome to Matheson     | Witamy w Matheson          | Michael Morris       | Joe Hill i Aron Eli Coleite     | 7 lutego 2020      |
| 2  | Trapper / Keeper        | W pułapce                  | Michael Morris       | Liz Phang                       | 7 lutego 2020      |
| 3  | Head Games              | Łamigłówki                 | Tim Southam          | Meredith Averill                | 7 lutego 2020      |
| 4  | The Keepers of the Keys | Strażnicy kluczy           | Tim Southam          | Mackenzie Dohr                  | 7 lutego 2020      |
| 5  | Family Tree             | Drzewo rodowe              | Mark Tonderai-Hodges | Andres Fischer-Centeno          | 7 lutego 2020      |
| 6  | The Black Door          | Czarne drzwi               | Mark Tonderai-Hodges | Brett Treacy i Dan Woodward     | 7 lutego 2020      |
| 7  | Dissection              | Badania szczegółowe        | Dawn Wilkinson       | Michael D. Fuller               | 7 lutego 2020      |
| 8  | Ray of F**king Sunshine | Promień piep**onego słońca | Dawn Wilkinson       | Vanessa Rojas                   | 7 lutego 2020      |
| 9  | Echoes                  | Echo                       | Vincenzo Natali      | Meredith Averill i Liz Phang    | 7 lutego 2020      |
| 10 | Crown of Shadows        | Korona cieni               | Vincenzo Natali      | Carlton Cuse i Meredith Averill | 7 lutego 2020      |

### Sezon 2 (2021)
| Nr | Tytuł                  | Reżyseria                    | Scenariusz                      | Premiera (Netflix)   |
| -- | ---------------------- | ---------------------------- | ------------------------------- | -------------------- |
| 1  | The Premiere           | Mark Tonderai                | Carlton Cuse i Meredith Averill | 22 października 2021 |
| 2  | The Head and the Heart | Mark Tonderai                | Liz Phang                       | 22 października 2021 |
| 3  | Small World            | Mairzee Almas                | Mackenzie Dohr                  | 22 października 2021 |
| 4  | Forget Me Not          | Mairzee Almas                | Vanessa Rojas                   | 22 października 2021 |
| 5  | Past is Prologue       | Carlton Cuse                 | Meredith Averill                | 22 października 2021 |
| 6  | The Maze               | Mairzee Almas                | Kimi Howl Lee                   | 22 października 2021 |
| 7  | Best Laid Plans        | Millicent Shelton            | Michael D. Fuller               | 22 października 2021 |
| 8  | Irons in the Fire      | Millicent Shelton            | Jordan Riggs                    | 22 października 2021 |
| 9  | Alpha & Omega          | Mark Tonderai                | Mark Tonderai                   | 22 października 2021 |
| 10 | Cliffhanger            | Meredith Averill i Liz Phang | Carlton Cuse i Meredith Averill | 22 października 2021 |

## Odbiór
Pierwszy sezon serialu spotkał się z umiarkowanie pozytywną reakcją krytyków. W agregatorze recenzji Rotten Tomatoes 66% z 61 recenzji uznano za pozytywne, a średnia ocen wystawionych na ich podstawie wyniosła 6,60 na 10. Z kolei w agregatorze Metacritic średnia ważona ocen z 22 recenzji wyniosła 61 punktów na 100.
W Rotten Tomatoes 80% z 10 recenzji drugiego sezonu uznano za pozytywne, a średnia ocen wystawionych na ich podstawie wyniosła 7,2 na 10